# فناوری زیست‌محیطی

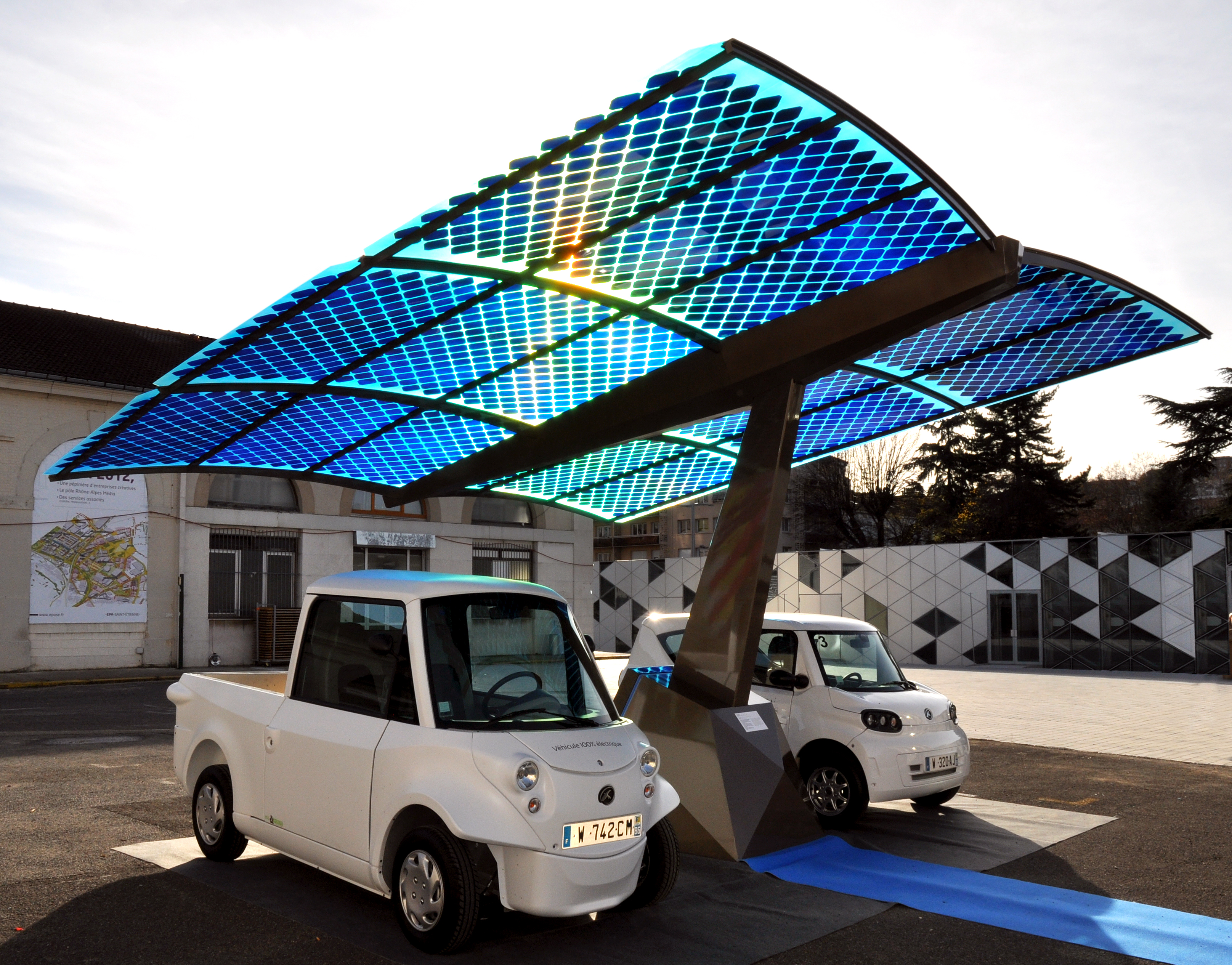
طراحی تجدیدپذیر شهری

فناوری زیست‌محیطی (به انگلیسی: Environmental technology)، فناوری سبز (به انگلیسی: Green technology) یا فناوری پاک (به انگلیسی: Clean technology) به کار بردن یکی از این موارد یا بیشتر است: علوم زیست‌محیطی، شیمی سبز، پایش زیست‌محیطی و ابزارهای الکتریکی برای پایش، الگو پردازی و حفظ محیط زیست طبیعی و منابع و جلوگیری از اثرات منفی دخالت انسانی است. این اصطلاح، همچنین برای توصیف فناوری‌های تولید انرژی پایدار مانند فتوولتاییک‌ها، توربین‌های بادی، بیوراکتور، و غیره به کار می‌رود. توسعهٔ پایدار کانون فناوری‌های زیست‌محیطی است. اصطلاح فناوری‌های زیست‌محیطی همچنین برای توصیف دسته‌ای از ابزارهای الکترونیکی به کار می‌رود که می‌توانند مدیریت پایدار منابع را بهبود ببخشند.

### بازیافت

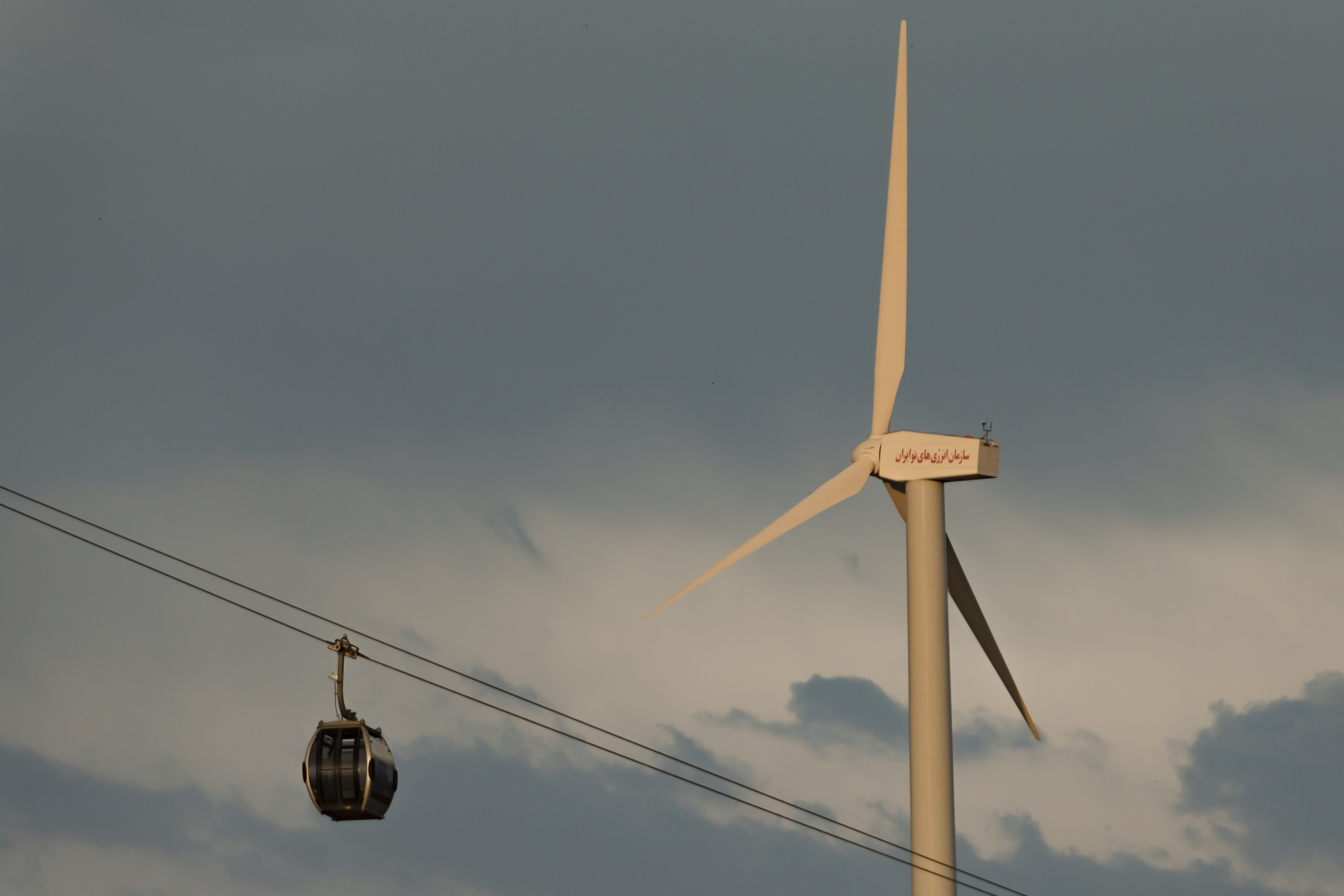
انرژی بادی از انرژی های تجدیدپذیر است

## نمونه‌ها
- بیوفیلتراسیون
- بیوراکتور
- زیست پالایی
- نمک زدایی
- ماشین دو تحریکه الکتریکی
- حفاظت انرژی
- ماژول صرفه جویی در انرژی
- وسایل نقلیه الکتریکی
- انرژی موج
- محاسبات سبز
- نیروی برقآبی
- انرژی بادی
- توربین بادی
- پیل هیدروژنی سوختی
- تبدیل انرژی حرارتی اقیانوس
- انرژی خورشیدی
- فتوولتائیک
- تجزینه پلیمرها به روش حرارتی
- توالت کودساز
- پیرولیز

### انرژی تجدید‌پذیر
انرژی تجدید‌پذیر، انرژی‌ای است که می‌تواند به سادگی تجدید شود. ما برای سال‌ها از منابعی مانند چوب، خورشید، آب و غیره برای تولید انرژی استفاده کرده‌ایم. انرژی‌ای که می‌تواند با چیزهای طبیعی مانند چوب، خورشید، باد و غیره تولید شود، تجدید پذیر گفته می‌شود.

### تصفیهٔ آب
تصفیهٔ آب: این ایده یا مفهوم کلی که آب جاری در طبیعت را به صورت آبی عاری از خاک و خاشاک و آلودگی داشته باشیم. بسیاری از پدیده‌های دیگر با مفهوم تصفیهٔ آب مرتبط هستند. آلودگی آب دشمن اصلی این مفهوم است و کمپین‌ها و فعالیت‌های مختلفی در سراسر جهان برای کمک به تصفیهٔ آب سازمان داده شده‌است.

### تصفیهٔ هوا
تصفیهٔ هوا: گیاهان سبز اصلی و معمول را می‌توان درون خانه‌ها پرورش داد تا هوا را پاک نگه‌دارند، زیرا همهٔ گیاهان دی‌اکسید کربن را از میان می‌برند و آن را به اکسیژن تبدیل می‌کنند. بهترین نمونه‌ها در این مورد Dypsis lutescens, Sansevieria trifasciata, و Epipremnum aureum می‌باشند.

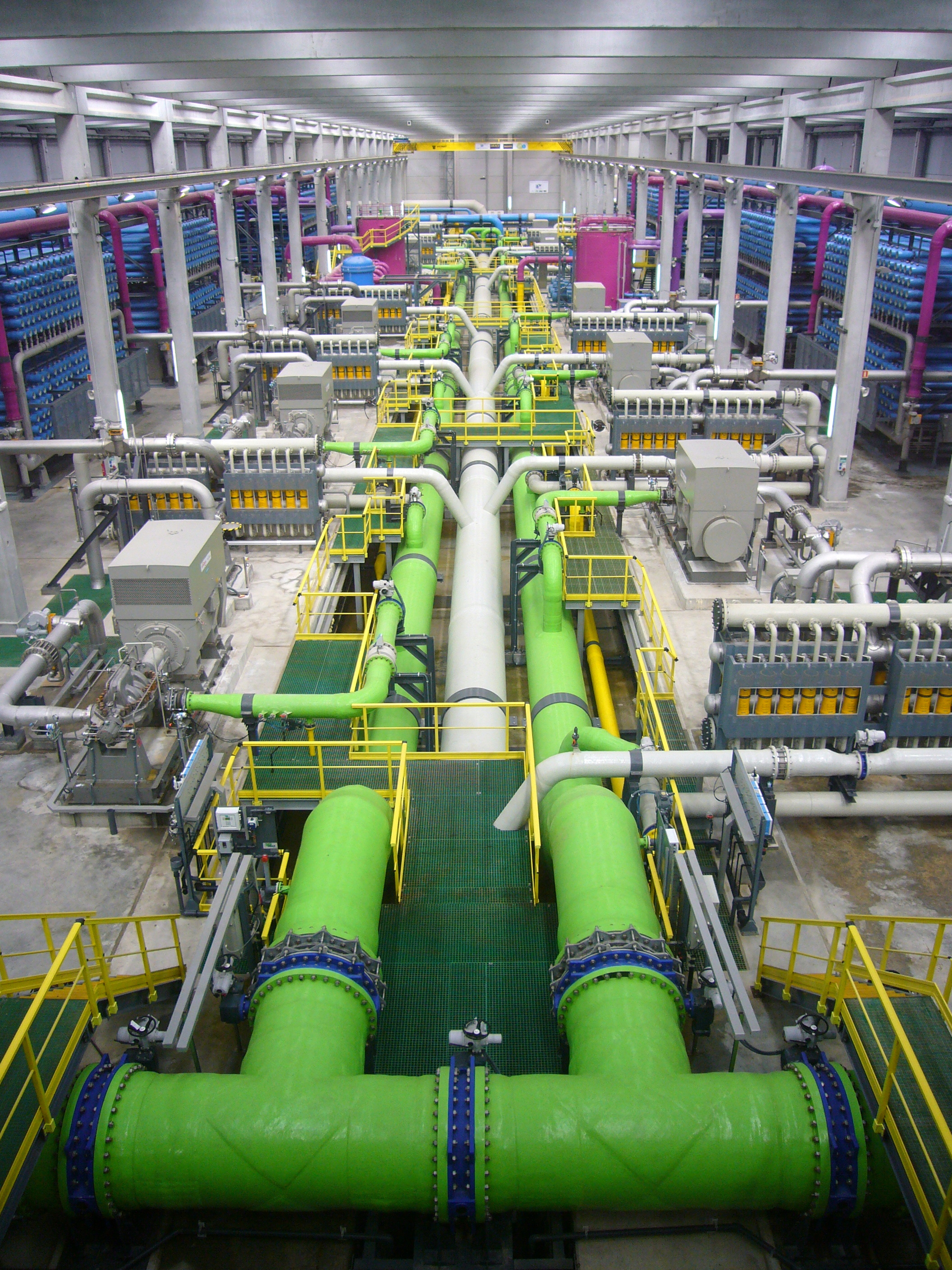

### تصفیهٔ فاضلاب
تصفیهٔ فاضلاب به لحاظ مفهومی شبیه به تصفیهٔ آب است. تصفیهٔ فاصلاب بسیار مهم است زیرا با این کار آب در هر سطحی از آلودگی که باشد، پاک می‌شود. آب آلوده تر هیچ مصرفی ندارد و آبی که دارای آلودگی کمتری است برای جاهایی که مصرف آب فراوان است به کار می‌رود. تصفیهٔ فاضلاب ممکن است با مفاهیم مختلف دیگری مربوط به حفاظت زیست‌محیطی، پایداری و غیره مرتبط شود.

### بازسازی زیست‌محیطی
بازسازی زیست‌محیطی، دفع آلودگی‌ها یا آلاینده‌ها به منظور حفاظت از محیط زیست است. اینکار با فرایندهای مختلف شیمیایی، زیست شناختی و بالک انجام می‌گیرد (دائرةالمعارف مفاهیم پزشکی).

### مدیریت زباله‌های جامد

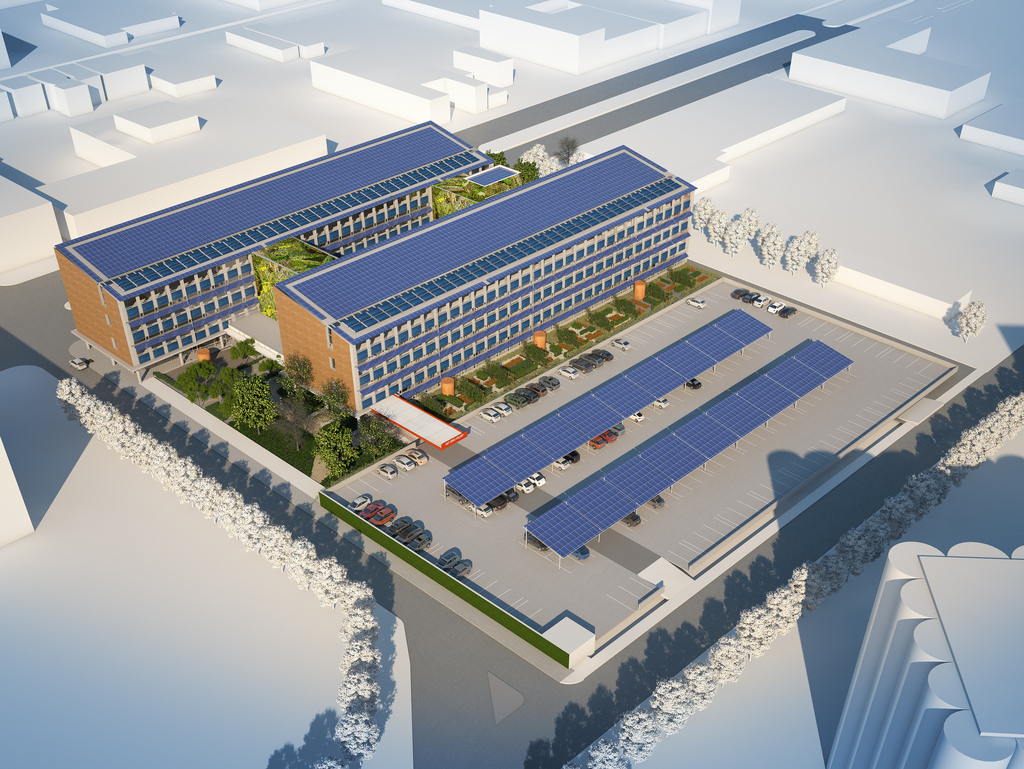

مدیریت زباله‌های جامد، تصفیه، مصرف، استفادهٔ مجدد، دفع و تصفیهٔ زباله‌های جامد است که مسوولیت انجام آن بر عهدهٔ دولت یا قانونگزاران شهرستان/شهر است.

### پیش‌بینی eGain
پیش‌بینی شرکت نرم افزاری eGain روش استفاده از فناوری پیش‌بینی کردن برای پیش‌بینی تأثیر هوای آینده بر روی ساختمان است. با تنظیم حرارت بر اساس پیش‌بینی هوا، سیستم استفادهٔ غیر لازم از گرما را حذف می‌کند و بدین ترتیب مصرف انرژی و انتشار گازهای گلخانه‌ای را کاهش می‌دهد.

### حفظ انرژی
حفظ انرژی، استفاده از وسایلی است که به میزان انرژی کمتری احتیاج دارند با این هدف که مصرف الکتریسیته کاهش یابد. کاهش استفاده از الکتریسیته باعث می‌شود که سوخت‌های فسیلی کمتری جهت تولید الکتریسیته سوزانده شوند.

## انرژی جایگزین و پاک
اصول:
- سندیکالیسم سبز
- پایایی
- طراحی پایدار
- مهندسی پایدار

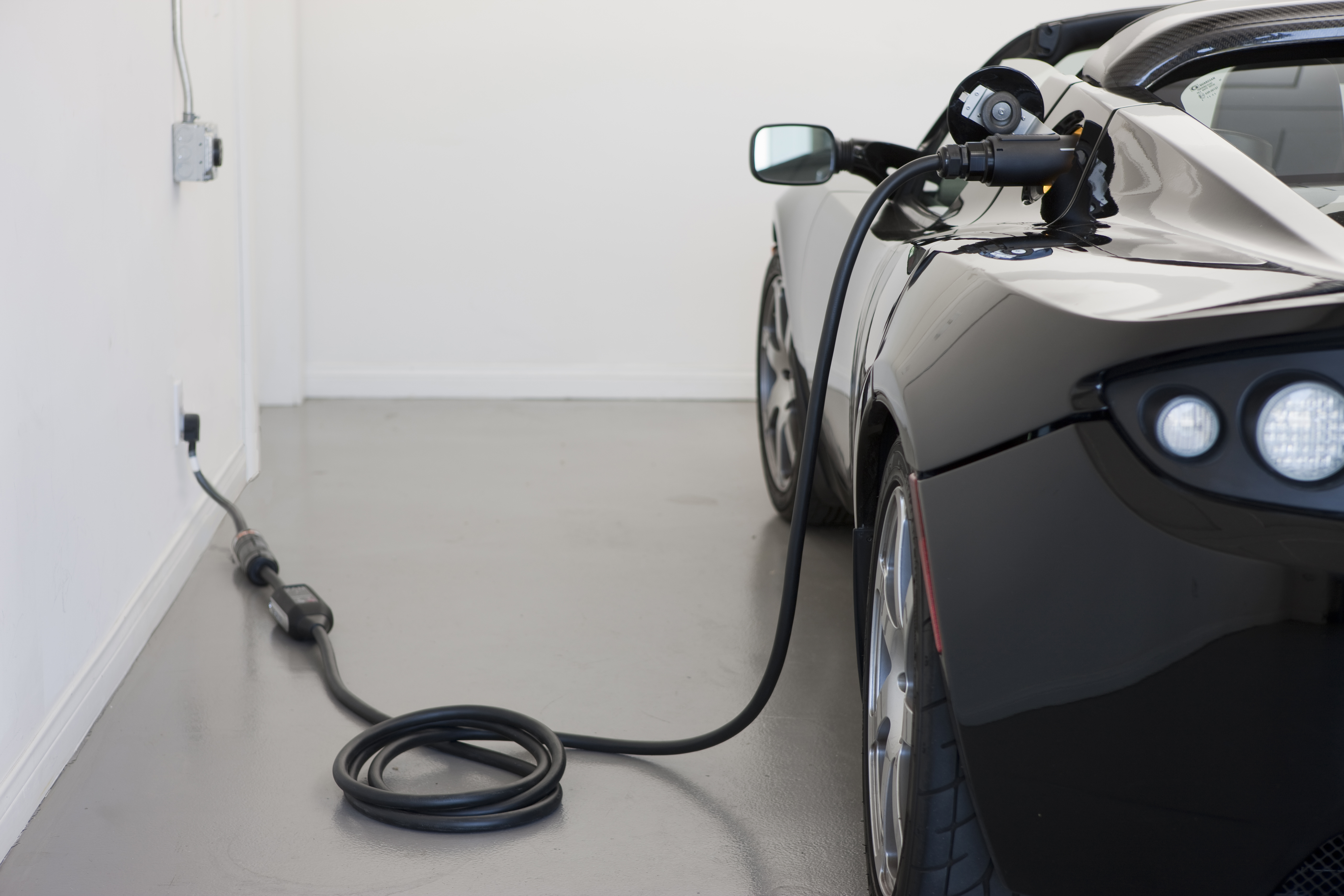

دانشمندان در جستجوی انرژی‌های پاک جایگزین برای روش‌های تولید برق هستند. برخی از فناوری‌ها مانند هضم بی‌هوازی از مواد زاید انرژی تجدید پذیر تولید می‌کند. کاهش جهانی گازهای گلخانه‌ای به پذیرش فناوری‌های حفظ انرژی در سطح صنعتی و نیز تولید انرژی پاک، بستگی دارد. اینکار شامل استفاده از بنزین بدون سرب، انرژی خورشیدی و وسایل نقلیه با سوخت جایگزین مانند وسایل نقلیهٔ دوگانه قابل اتصال به برق و وسایل نقلیهٔ دوگانهٔ الکتریکی هستند.
از آنجا که استفادهٔ صنعتی از انرژی، ۵۱٪ استفاده از انرژی را در سطح جهان شامل می‌شود، بهبود بازدهی انرژی در این حوزه اولویت نخست شرکت‌های فناوری زیست‌محیطی در سراسر جهان است. فناوری موتور الکتریکی پیشرفته با قابلیت بازدهی بهتر انرژی (و ژنراتور الکتریکی) که برای تشویق کاربردش مقرون به صرفه است مانند ماشین الکتریکی دو تحریکه ووند روتور و ماژول صرفه جویی در انرژی، می‌تواند میزان دی‌اکسید کربن (CO2) و دی‌اکسید گوگرد (SO2) را کاهش دهد که در غیر اینصورت اگر از سوخت‌های فسیلی استفاده گردد به درون جو وارد می‌شود. کریس استاک رخدادی است که هر ساله در یورکتاون هایتس در شهر نیویورک برگزار می‌شود و یکی از بزرگترین نمایشگاه‌های عرضهٔ فناوری زیست‌محیطی در ایالات متحده است.

## آموزش
دوره‌های آموزشی که هدف از آن پرورش فارغ التحصیلانی است که در زمینهٔ سیستم‌های زیست‌محیطی یا فناوری زیست‌محیطی دارای مهارت‌های خاص هستند، رایج شده و به سه دستهٔ بزرگ تقسیم می‌شود:
- هدف از دوره‌های مهندسی محیط زیست یا سیستم‌های زیست محیطی دستیابی به یک رویکرد مهندسی عمران است که بر طبق آن سازه‌ها و فضاهای سبز هماهنگ با محیط زیست یا در جهت حفظ آن ساخته می‌شوند.
- هدف از دوره‌های شیمی زیست محیطی شیمی پایدار یا مهندسی شیمی زیست‌محیطی، درک تأثیرات (خوب یا بد) مواد شیمیایی بر روی محیط زیست است. تمرکز این اقدامات بر روی فرایندهای استخراج، آلاینده‌هاست و عموماً فرایندهای بیوشیمیایی را نیز در بر می‌گیرد.
- هدف از دوره‌های فناوری زیست محیطی پرورش فارغ التحصیلانی در زمینهٔ الکترونیک، برق یا فناوری الکتریکی است که قادر به توسعهٔ ابزارها و مصنوعاتی هستند که می‌توانند اثرات زیست‌محیطی را رصد، اندازه‌گیری، الگو‌پردازی و کنترل کنند و شامل پایش و مدیریت تولید انرژی از منابع تجدید‌پذیر و توسعهٔ فناوری‌های بدیع در زمینهٔ تولید انرژی است.